# Stojan Novaković
Konstantin „Stojan” Novaković (n. 1/13 noiembrie 1842, Šabac, Mačvanski upravni okrug, Serbia – d. 18 februarie 1915, Niș, Regatul Serbiei) a fost un istoric, academician, scriitor, critic literar, translator, politician și diplomat sârb. A fost de două ori prim-ministru al Regatului Serbiei, de trei ori ministru al educației și o singură dată ministru al afacerilor interne. A fost liderul Partidului Progresiv, cel mai important partid politic liberal din Serbia acelei epoci.
În Almanahul sârbo-croat din 1911 a publicat un articol cu titlul Peste o sută de ani, în care prezintă o imagine utopică a Belgradului în anul 2011, sub forma unor file din jurnalul unui contemporan: „Într-o dimineață a lunii mai din anul de grație 2011 după Iisus Cristos, soarele strălucește orbitor deasupra Belgradului. În jurul imensului oraș, colinele sunt un fermecător covor de grădini înflorite, iar pe multicolorul lor fundal se disting profilurile moderne ale sutelor de vile. Cerul e străbătut de zecile de avioane care transportă oameni, mărfuri, poștă spre Ljubljana, Zagreb, Sarajevo, Ohrida, Skopje, Niš. Micile orășele de odinioară, Zemun și Pancevo, au devenit ele înșile mari localități, legate de Belgrad printr-o linie de tramvai. Mai multe poduri leagă între ele malurile Dunării și Savei, iar apele celor două fluvii sunt brăzdate de numeroase vapoare. Trenurile pornesc din gara centrală în toate direcțiile, câteva dintre ele pline de pasageri veseli care călătoresc spre litoralul Adriaticii.” Articolul se încheie astfel: „Rămânem uimiți când ne gândim că oamenii de pe aceste meleaguri au putut trăi cândva altfel decât în zilele noastre”.